# Comperia (Orchidaceae)
Comperia is een geslacht van bedektzadigen behorend tot de orchideeënfamilie. Het geslacht werd in 1849 beschreven in het tijdschrift Linnaea door de Duitse botanicus Karl Koch. Het is een monotypisch geslacht dat slechts de  soort Comperia comperiana omvat. Het geslacht komt voor in Iran, Irak, Libanon, Oekraïne en Turkije. Het geslacht is vernoemd naar de Franse kolonist en grondbezitter Compere die tijdens de negentiende eeuw leefde en grond bezat in de Krim.